# Дункан I (король Шотландії)
Дункан I Добрий (шотл. (гельск.) Donnchad mac Crínáin, англ. Duncan) — він же: Доннхад мак Крінань (1001 — 14 серпня 1040) — король Шотландії. Час правління: 1034—1040. Король Стратклайду у 1018—1040 роках (як Донхед I). Король Альби у 1034—1040 роках. Син Крінана Данкельського (975—1045) та Бетток — дочки Малкольма ІІ — короля Шотландії. Засновник Данкельської династії.

## Життєпис
Після смерті короля Шотландії Малкольма ІІ у 1034 році королем Шотландії був проголошений його онук Дункан, який до того вже був королем Стратклайду — королівства на заході Шотландії, яка тоді була роздроблена. Стратклайд він успадкував у 1018 році після загибелі короля Еогана ІІ. Тепер королівство Шотландія охоплювало землі аж до річки Твід. Територія королівства майже збігалася з нинішніми кордонами Шотландії, крім земель на півночі та на островах, якими володіли вікінги. Але королівству належали ще землі на південь від Сарку.
За законами успадкування трону, що були тоді в Шотландії, а також відповідно до звичаїв чергування на троні двох гілок королівських кланів найбільш законними правами на корону володів Лулах син Груох — онуки короля Кеннета ІІІ. Але Лулах ще був дитиною, крім того, не відрізнявся розумовими здібностями, за що отримав наймення Лулах Дурень. Тому Дункан посів трон без жодного опору і протестів. Але Груох, яка на той час була вдовою, вийшла заміж за двоюрідного брата свого колишнього чоловіка — Маелбета (Макбета), який був одночасно двоюрідним братом Дункана по матері й мав би стати спадкоємцем трону. Макбет і Груох почали боротьбу за трон. Правління Дункана почалось зі зловісних знамень. Дункан втратив свого потенційного союзника — Торфіна Оркнейського, напавши на його землі і почавши війну, яка не принесла ніяких позитивних результатів. Одночасно Дункан воював з Англією, сподіваючись, що після смерті англійського короля Кнута Великого буде легко отримати перемогу — сини Кнута воювали між собою і зі старшим Етельреда ІІ Альфредом, але Дункан помилився у своїх розрахунках. І Дункан і Альфред отримали поразку. На шостий рік свого правління Дункан був вбитий. Судячи по всьому він був вбитий не в Глемісі і не в Інвернессі, а в битві під Ботгованом.

## Шлюб і діти
Дружина — Сібілла, дочка Сіварда — ерла Нортумберленда.
Діти: Малкольм III Кенмор (1031—13 ноября 1093), король Шотландії з 1058.
Дональд III Бан (1033—1099), король Шотландії з 1093.
Мелмар (ок. 1035—?) — засновник династії графів Атолл.